# Alisio
Alisio, lasy pasatowe – formacja roślinna typowa dla strefy podrównikowej. Występuje głównie w północnej części kontynentu, w dorzeczu Orinoko, na północnym i zachodnim skłonie Wyżyny Gujańskiej oraz na południowym i wschodnim przedpolu Andów Północnych. Cechuje się dużym bogactwem florystycznym, składają się na nią m.in. liczne gatunki palm. Znaczna część drzew zrzuca liście w porze suchej. Alisio uważany jest  za południowoamerykański odpowiednik azjatyckich lasów monsunowych. Pozostaje pod silnym wpływem pasatów (stąd druga nazwa).